# Julie Gjestvang
Julie Gjestvang (Nes, 11 juli 1880 – Oslo, 23 juli 1964) was een Noors zangeres en zanglerares.
Julie Eline Gjestvang werd als tweede dochter geboren binnen het gezin van Christian Gjestvang (1844-1909) en Eli Marie Simenstad (1846-1910).
Ze studeerde zang en piano bij Ellen Gulbranson en Hille Gulbranson, Raimund von der Mühlen (1910-1911) en vervolgens lessen in Berlijn (1914). Ze gaf zelf les vanaf 1902. In 1918 was ze betrokken bij het opleidingsinstituut Kristiania Musiklaererforening (KMLF). Vanaf 1921 sloot ze zich aan bij het Diakonessekoor, waarbij ze bleef aangesloten tot 1935. 
Julie Gjestvang bekleedde ook een aantal bestuursfuncties in de muziekwereld. Zo was ze betrokken bij het koor van Iver Holter (Holters kor), in 1918/1919 bij de Muzieklerarenvereniging van Oslo en van 1924 tot 1926 bij de Vereniging van zangonderwijs.
Enkele concerten:
- 1 februari 1913: met Holters Korforening in Das Paradies und die Peri van Robert Schumann, samen met onder andere Elisabeth Munthe-Kaas, Marta Vestby en Halfdan Rode, Cornelius Halvorsen, Christian F. Saabye en het orkest van het Nationaltheatret onder leiding van Iver Holter
- 4 februari 1916: met Mary Baratt (zang) en Buschmann Kvartett: Hans Hansen, Ernst Solberg, Olaf Eriksen, Otto Buschmann

Ze overleed in 1964 op 84-jarige leeftijd.